# Nagram
Nagram é uma cidade e uma nagar panchayat no distrito de Lucknow, no estado indiano de Uttar Pradesh.

## Geografia
Nagram está localizada a 26° 37′ N, 81° 08′ L. Tem uma altitude média de 118 metros (387 pés).

## Demografia
Segundo o censo de 2001, Nagram tinha uma população de 9218 habitantes. Os indivíduos do sexo masculino constituem 51% da população e os do sexo feminino 49%. Nagram tem uma taxa de literacia de 43%, inferior à média nacional de 59.5%: a literacia no sexo masculino é de 53% e no sexo feminino é de 33%. Em Nagram, 17% da população está abaixo dos 6 anos de idade.